# NK Mrežnica Zvečaj
NK Mrežnica je nogometni klub iz Zvečaja. Klub je osnovan 1960. godine. U sezoni 2022./23. se natječe se u 2. ŽNL Karlovačka.
Klub igra na lijevoj strani rijeke Mrežnice u mjestu Zvečaju na istoimenom igralištu. Klub duge tradicije može se pohvaliti mnogim uspjesima, kao što su osvajanje naslova prvaka lige, ugošćavanje tradicionalne utakmice protiv Njemačkih prijatelja SV Söllhuben, HNK Lovrana te mnogim drugim športskim uspjesima.